# Kaskar
Kaskar (in fonti siriache e cristiane orientali Kashkar) è stato il nome d'un centro abitato iracheno sorto probabilmente in età assira, che ebbe un'importanza secondaria nel corso della vita dell'Impero sasanide.
Nell'VIII secolo, all'epoca del Califfo omayyade Abd al-Malik ibn Marwan, il governatore dell'Iraq al-Hajjaj ibn Yusuf cominciò nel 702 a far costruire su disposizione califfale la nuova città di Wāsiṭ, così chiamata perché giaceva a metà via tra al-Kufa a nord e al-Basra a sud.

In tal modo l'antica cittadina di Kaskar che si era ribellata alla sua autorità, preferendo seguire le sorti di Abd Allah ibn al-Zubayr e di suo fratello Mus'ab ibn al-Zubayr, sarebbe stata punita e abbandonata al suo destino, a tutto vantaggio di Wāsiṭ (la cui edificazione fu completata nel 705), che sorgeva di fronte ad essa (sull'opposta sponda orientale del fiume Tigri) e che ad essa era unita da un ponte di barche.
Oggi Kaskar non esiste più e la sua collocazione rimane incerta ma anche Wāsiṭ - che era impetuosamente cresciuta durante il restante periodo omayyade - non ebbe sorte migliore, a seguito delle brutali incursioni subite ad opera dei Carmati (le cui roccaforti erano tra l'area di Kufa e il sawād di Bassora), che massacrarono buona parte della popolazione, razziandone i beni, nel 930.
Nel VI secolo Abramo di Kashkar (492 circa - 586), autore di una regola monastica e fondatore del monastero del Monte Izla, determinò un periodo di rinascita del monachesimo siro-orientale .
Originario di Kaskar sarebbe stato Khabbab ibn al-Aratt, considerato il sesto o settimo uomo che si convertì all'Islam.